# Curt Härenstam
Curt Alfons Ferdinand Härenstam, född 10 juli 1907 i Värnamo socken, död 6 april 1961 i Oscars församling i Stockholm, var en svensk skolman och historiker.
Härenstam var son till möbelhandlaren Alfred Härenstam och Hilda Nilsson. Han blev 1946 filosofie doktor då han vid Lunds universitet försvarade sin avhandling Finnveden under medeltiden. Han blev extra ordinarie lektor vid folkskoleseminariet i Linköping 1949 och adjunkt i historia vid Södermalms högre allmänna läroverk i Stockholm från 1950.
Han var författare till böckerna Järn- och metallmanufakturer i västra Småland (1942), Finnveden under medeltiden (1946), Det medeltida folklandet (1947) och Tofteryds sockens medeltidsurkunder (1954).
Härenstam var från 1939 gift med läraren Elsa Härenstam (1907–1999). Tillsammans fick de barnen Magnus Härenstam (1941–2015) och Agneta Härenstam (född 1944).
Makarna är begravda på Norra begravningsplatsen i Stockholm.
Härenstam tillhörde släkten Härenstam.